# 滯產
滯產是指產婦在分娩過程中停在某一階段，無法繼續往下一階段進行的情形。若是第一胎的產婦，滯產是指分娩過程超過20小時，若已不是第一胎的產婦，則是指分娩過程超過14小時。這可能會出現在分娩過程中的二個階段：潛伏期（latent phase）及活躍期（active phase）。臨產潛伏期過長可能會造成疲倦以及情緒上的挫折，不過一般來說不會有進一步的問題。相反的，若活躍期過長的滯產，可能會有長期的併發症。
很重要的是監控產婦以及胎兒的生命訊號，若有出現滯產情形時，可以採取預防措施。若產婦有滯產情形，其分娩需由配備外科手術設備的醫師監督下進行。滯產是由所蒐集子宮收縮的強度以及時間等資訊來判斷。醫療團隊會透過子宮內壓力導管放置（IUPC）以及持續的胎心宮縮監測器（CTG）來監控此數據。子宮內壓力導管放置是插入子宮的導管，監控子宮何時收縮，以及收縮的強度。若任何一個設備指出沒有生命訊號，而且已出現滯產，醫療團隊需立即討論有關分娩的替代方案以及處理方式。
滯產的原因很多，例如胎兒胎位不正、子宮收縮的問題、子宮頸難產或狹窄以及胎頭骨盆不對稱。胎兒胎位不正或是子宮頸難產都會造成難產。 需進行的醫療處置會因為滯產的原因而不同。醫師可能會進行預防性措施，或是手術將胎兒取出。若沒有適當、立即的處理，產婦以及胎兒都可能會有長期的併發症，最嚴重的會致命。沒有針對滯產的「快速處理方式」，但有一些預防性的措施，例如輸注催產素。為了讓嬰兒可以順利安全的誕生，醫師會介入分娩，利用產鉗或真空吸引器（vacuum extractor）進行陰道助產，或是進行剖宫产。